# Бром, Ричард
Ричард Бром (англ. Richard Brome; ок. 1590—24 сентября 1653, Лондон) — английский писатель
 и драматург эпохи Карла I.

## Биография
Биографические сведения о нём, как и о Шекспире, крайне туманны. Известно, что он состоял при Бене Джонсоне, начинал как слуга, позже стал секретарём и помощником драматурга. Краткое упоминание о потребностях его семьи, показывает, что у него были жена и дети, и что он боролся за средства к их существованию.
Возможно, имел некоторый опыт в качестве профессионального актёра, так как в документах от 1628 года, он указан в лондонской театральной труппе Елизаветы Стюарт. В то время начал писать для театра (Блэкфрайрз, театр Ред Булл и др.).
За свою творческую карьеру, которая длилась менее пятнадцати лет, с 1629 по 1642 год, Бром создавал в среднем около двух пьес в год. В отличие от большинства других драматургов того времени, работал без соавторов, самостоятельно.
В своих комедиях Ричард Бром очень искусно ведет интригу, и характеры действующих лиц, по большей части, резко очерченные, выхвачены им прямо из жизни. До нашего времени дошли 15 комедий (изд. Лондон, 3 т. 1873).